# Собор Богоматери Доброго пути
Собор Богоматери Доброго пути — католический храм в городе Белу-Оризонти, Федеративная республика Бразилия, первая кафедра архиепископа Белу-Оризонти.
Первая католическая часовня на этом месте, ещё глинобитная, восходит к началу XVIII века. Позже её заменила более крупная церковь, которую посвятили Богоматери Доброго пути, покровительнице португальских мореплавателей. Небольшую статую Богоматери, вырезанную из дерева, доставили через Атлантику при основании второй церкви. Ныне святой образ находится в правой части алтаря собора.
Современное здание в неоготическом стиле было заложено в 1913 году, а в 1921 году церковь ещё в стадии строительства получила титул собора вновь образованной епархии Белу-Оризонти. Открытие собора состоялось в 1923 году, а годом позже епархия Белу-Оризонти стала архиепархией. 11 февраля 2021 года, в день столетия архиепархии, титул кафедрального собора Белу-Оризонти был передан также ещё не оконченному строительством Собору Христа Царя из стекла и бетона, одному из последних шедевров столетнего Оскара Нимейера.